# De Dion-Bouton (Puteaux)
De Dion-Bouton is een bekend historisch Frans merk van auto's, inbouwmotoren, tricycles en motorfietsen. Het werd in 1883 te Parijs opgericht door graaf Albert de Dion, George Bouton en diens zwager Charles-Armand Trépardoux als De Dion, Bouton et Trépardoux. Later was het in Puteaux gevestigd. Aanvankelijk werden stoommachines gebruikt om hun driewielige voertuigen aan te drijven. Trépardoux, die aan stoom wilde vasthouden, vertrok in 1893.
Albert de Dion, die zijn tricycles al als vierwieler (quadricycle) had verkocht en later ook automobielen ging maken, wordt als de vader van de Franse auto-industrie beschouwd.

## Motorfietsen en tricycles
| Forecars (↑) en tweewielers (↓) van De Dion-Bouton zijn zeldzamer dan tricycles |
| {{{2}}}                                                                         |
| De Dion-Bouton model Q in het National Motor Museum                             |
| Railbus type JM4                                                                |

De Dion en Bouton maakten een 137 cc eencilinder-viertaktmotor waarvan meteen duizenden stuks verkocht werden aan andere (motor)fabrikanten. In 1895 bouwden ze hun eerste tricycle met deze motor en in 1897 volgde een gemotoriseerde fiets. In 1899 werd de motor vergroot tot 211 cc. De productie van tricycles eindigde rond 1905, maar men zou nog enkele jaren lang tienduizenden motorblokken leveren aan meer dan vijftig merken die zelf niet de mogelijkheden hadden hun eigen motorblokken te ontwikkelen. De productie eindigde in 1923.

### De Dion-Bouton Rochet
Van 1926 tot 1930 werden er in Rochet (Amiens) motorfietsen met 173- en 247cc-tweetakten en 347cc-kopklepmotoren gebouwd.

## Auto's
De Dion-Bouton was als automerk belangrijk. De naar De Dion-Bouton genoemde De Dion-as slaat op de achterste as van een auto, die door middel van een differentieel de kracht verdeelt over beide achterwielen. Een belangrijk kenmerk daarbij is dat de as eigenlijk uit twee helften bestaat die onafhankelijk van elkaar kunnen bewegen. Later zou men de techniek ook voor de vooras gebruiken, toen voorwielaandrijving meer gangbaar werd. Zelfs nu wordt de in 1893 gepatenteerde Dion-as nog immer in sportwagens over de gehele wereld gebruikt.
Ook werden de motoren van De Dion-Bouton door honderden andere auto- en motorfietsmakers gebruikt, zoals Gräf & Stift, Altena etc.
Graaf Albert de Dion en Georges Bouton bouwden in 1883 hun eerste stoomauto. Men zag snel het potentieel van de benzinemotor in. De eerste echte auto van De Dion-Bouton kwam in 1899, een vierzitter. De auto had een achterin geplaatste watergekoelde eencilindermotor van 402 cc. Hij werd goed verkocht en bepaalde in belangrijke mate de motorisering van Frankrijk. De snellopende benzinemotor had een toerental van 2000 omwentelingen per minuut, reden waarom de motor door vele fabrikanten werd ingebouwd. Het bedrijf maakte niet alleen kleine auto's met enkele cilinders; het was het eerste merk ter wereld dat een V8-motor bouwde.
In 1900 was De Dion-Bouton de grootste autofabrikant ter wereld. Er werden 400 auto's en 3200 motoren afgeleverd, en in dat jaar werd een fabriek geopend in Brooklyn (New York) voor de Amerikaanse markt.
Zoals zovele merken, kwam De Dion-Bouton er na de Eerste Wereldoorlog nooit meer echt bovenop. De productie van auto's ging door tot 1932, maar was niet meer belangrijk of opvallend te noemen. De productie van vrachtauto's werd voortgezet tot begin jaren vijftig.

## Spoorwegmaterieel
In de jaren twintig bouwde het bedrijf railbussen voor meterspoor.